# Champlain (circonscription provinciale)
Pour l’article homonyme, voir Champlain.
Circonscription électorale provinciale du Canada
Champlain est une circonscription électorale provinciale située dans la région de la Mauricie (Québec).

## Histoire
Champlain est une des plus anciennes circonscriptions du Québec puisqu'elle a été créée en 1829 en tant que district électoral du Bas-Canada, détaché du district de Saint-Maurice. Elle fait partie de 65 premières circonscriptions de la province de Québec lors de la fondation du Canada. Ses limites sont modifiées lors de la réforme de la carte électorale de 1972, puis, lors de la refonte de 2017, lorsqu'elle s'est agrandie vers le nord de sept municipalités qui faisaient jusque-là partie de Laviolette,.
La circonscription est nommée en l'honneur de Samuel de Champlain, fondateur de la ville de Québec.

## Territoire et limites
La circonscription de Champlain s'étendait jusqu'en 2017 sur un territoire de 937,36 km2. Elle regroupe les municipalités suivantes :
- Batiscan
- Champlain
- Hérouxville
- Lac-aux-Sables
- Notre-Dame-de-Montauban
- Saint-Adelphe
- Sainte-Anne-de-la-Pérade
- Sainte-Geneviève-de-Batiscan
- Saint-Luc-de-Vincennes
- Saint-Maurice
- Saint-Narcisse
- Saint-Prosper-de-Champlain
- Saint-Séverin
- Saint-Stanislas
- Sainte-Thècle
- Saint-Tite

Elle comprend aussi la partie de Trois-Rivières située à l'est de la rivière Saint-Maurice.

## Liste des députés

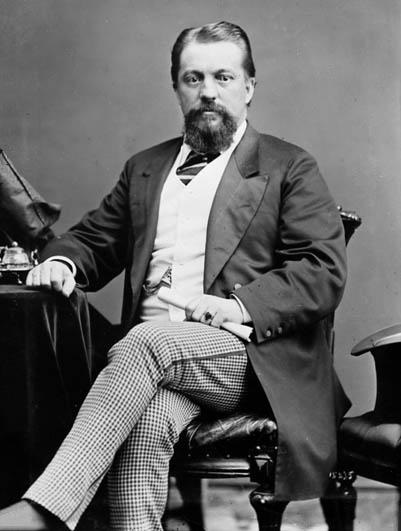
John Jones Ross est député en 1867 pour le Parti conservateur du Québec.

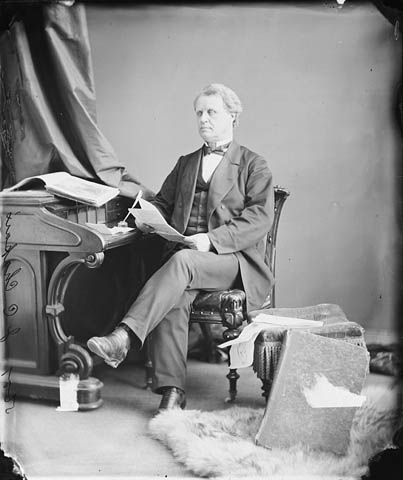
Jean-Charles Chapais est député de 1867 à 1871 pour le Parti conservateur du Québec.

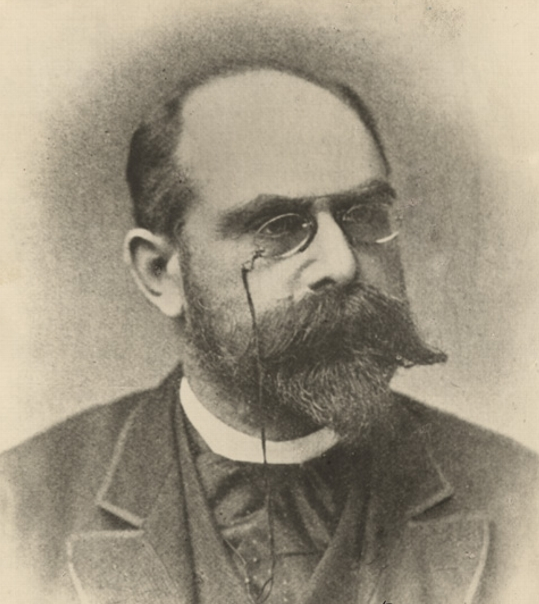
François-Xavier-Anselme Trudel est député de 1871 à
1875 pour le Parti conservateur du Québec.

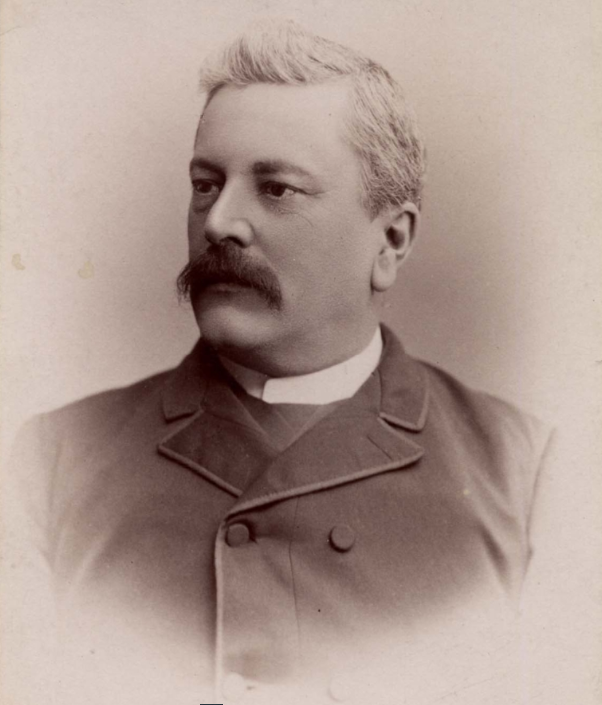
Pierre Grenier est député de 1890 à 1900 pour le Parti conservateur du Québec.

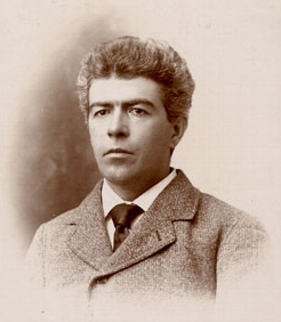
Pierre-Calixte Neault est député de 1900 à 1912 pour le Parti libéral du Québec.

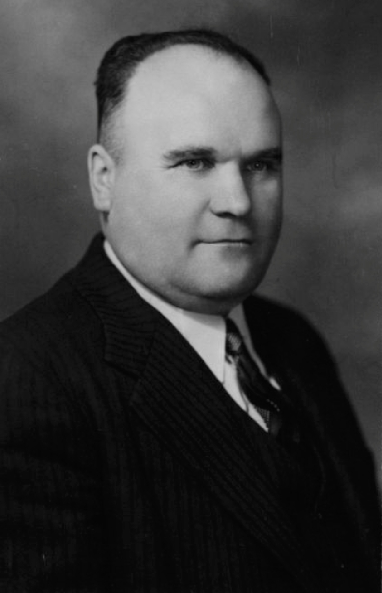
Joseph-Philias Morin est député de 1939 à 1944 pour l'Union nationale.

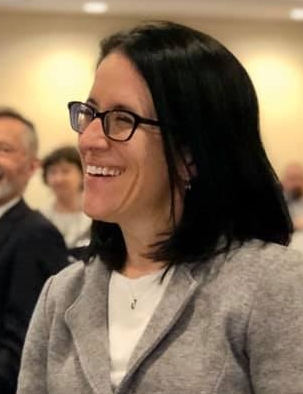
Sonia LeBel est la députée de Champlain depuis 2018.

| Années | Années      | Député                         | Parti                   |
| ------ | ----------- | ------------------------------ | ----------------------- |
|        | 1867        | John Jones Ross                | Conservateur            |
|        | 1867 - 1871 | Jean-Charles Chapais           | Conservateur            |
|        | 1871 - 1875 | François-Xavier-Anselme Trudel | Conservateur            |
|        | 1875 - 1878 | Dominique Napoléon St-Cyr      | Conservateur            |
|        | 1878 - 1881 | Dominique Napoléon St-Cyr      | Conservateur            |
|        | 1881 - 1886 | Robert Trudel                  | Conservateur            |
|        | 1886 - 1890 | Ferdinand Trudel               | National                |
|        | 1890 - 1892 | Pierre Grenier                 | Conservateur            |
|        | 1892 - 1897 | Pierre Grenier                 | Conservateur            |
|        | 1897 - 1900 | Pierre Grenier                 | Conservateur            |
|        | 1900 - 1904 | Pierre-Calixte Nault           | Libéral                 |
|        | 1904 - 1908 | Pierre-Calixte Nault           | Libéral                 |
|        | 1908 - 1912 | Pierre-Calixte Nault           | Libéral                 |
|        | 1912 - 1916 | Joseph-Arthur Labissonnière    | Conservateur            |
|        | 1916 - 1919 | Bruno Bordeleau                | Libéral                 |
|        | 1919 - 1923 | Bruno Bordeleau                | Libéral                 |
|        | 1923 - 1925 | Bruno Bordeleau                | Libéral                 |
|        | 1925 - 1927 | William-Pierre Grant           | Libéral                 |
|        | 1927 - 1931 | William-Pierre Grant           | Libéral                 |
|        | 1931 - 1935 | William-Pierre Grant           | Libéral                 |
|        | 1935 - 1936 | Ulphée-Wilbrod Rousseau        | ALN                     |
|        | 1936 - 1939 | Ulphée-Wilbrod Rousseau        | Union nationale         |
|        | 1939 - 1944 | Joseph-Philias Morin           | Union nationale         |
|        | 1944 - 1948 | Maurice Bellemare              | Union nationale         |
|        | 1948 - 1952 | Maurice Bellemare              | Union nationale         |
|        | 1952 - 1956 | Maurice Bellemare              | Union nationale         |
|        | 1956 - 1960 | Maurice Bellemare              | Union nationale         |
|        | 1960 - 1962 | Maurice Bellemare              | Union nationale         |
|        | 1962 - 1966 | Maurice Bellemare              | Union nationale         |
|        | 1966 - 1970 | Maurice Bellemare              | Union nationale         |
|        | 1970 - 1973 | Normand Toupin                 | Libéral                 |
|        | 1973 - 1976 | Normand Toupin                 | Libéral                 |
|        | 1976 - 1981 | Marcel Gagnon                  | Parti québécois         |
|        | 1981 - 1985 | Marcel Gagnon                  | Parti québécois         |
|        | 1985 - 1989 | Pierre A. Brouillette          | Libéral                 |
|        | 1989 - 1994 | Pierre A. Brouillette          | Libéral                 |
|        | 1994 - 1998 | Yves Beaumier                  | Parti québécois         |
|        | 1998 - 2003 | Yves Beaumier                  | Parti québécois         |
|        | 2003 - 2007 | Noëlla Champagne               | Parti québécois         |
|        | 2007 - 2008 | Pierre-Michel Auger            | ADQ, puis Libéral       |
|        | 2007 - 2008 | Pierre-Michel Auger            | ADQ, puis Libéral       |
|        | 2008 - 2012 | Noëlla Champagne               | Parti québécois         |
|        | 2012 - 2014 | Noëlla Champagne               | Parti québécois         |
|        | 2014 - 2018 | Pierre-Michel Auger            | Parti libéral du Québec |
|        | 2018 - 2022 | Sonia LeBel                    | Coalition avenir Québec |
|        | 2022 - ...  | Sonia LeBel                    | Coalition avenir Québec |

Légende: Les années en italiques indiquent les élections partielles, tandis que le nom en gras signifie que la personne a été chef d'un parti politique.

## Résultats électoraux
|                                                                                             | Nom                    | Parti                 | Nombre de voix | %      | Maj.   |
| ------------------------------------------------------------------------------------------- | ---------------------- | --------------------- | -------------- | ------ | ------ |
|                                                                                             | Sonia LeBel (sortante) | Coalition avenir      | 23 513         | 55,9 % | 16 130 |
|                                                                                             | Steve Massicotte       | Conservateur          | 7 383          | 17,6 % | -      |
|                                                                                             | Alexandre Litalien     | Parti québécois       | 5 065          | 12 %   | -      |
|                                                                                             | Marjolaine Trottier    | Québec solidaire      | 3 775          | 9 %    | -      |
|                                                                                             | Jérémy Leblanc         | Libéral               | 2 138          | 5,1 %  | -      |
|                                                                                             | Bianca Nancy Pinel     | L'union fait la force | 194            | 0,5 %  | -      |
| Total                                                                                       | Total                  | Total                 | 42 068         | 100 %  |        |
| Le taux de participation lors de l'élection était de 71 % et 542 bulletins ont été rejetés. |                        |                       |                |        |        |

|                                                                                               | Nom                           | Parti              | Nombre de voix | %      | Maj.   |
| --------------------------------------------------------------------------------------------- | ----------------------------- | ------------------ | -------------- | ------ | ------ |
|                                                                                               | Sonia LeBel                   | Coalition avenir   | 21 154         | 51,9 % | 13 544 |
|                                                                                               | Pierre-Michel Auger (sortant) | Libéral            | 7 610          | 18,7 % | -      |
|                                                                                               | Steven Roy Cullen             | Québec solidaire   | 5 285          | 13 %   | -      |
|                                                                                               | Gaëtan Leclerc                | Parti québécois    | 4 928          | 12,1 % | -      |
|                                                                                               | Stéphanie Dufresne            | Vert               | 789            | 1,9 %  | -      |
|                                                                                               | Pierre-Benoit Fortin          | Conservateur       | 733            | 1,8 %  | -      |
|                                                                                               | Anthony Rouss                 | Bloc pot           | 164            | 0,4 %  | -      |
|                                                                                               | Éric Gauthier                 | Équipe autonomiste | 126            | 0,3 %  | -      |
| Total                                                                                         | Total                         | Total              | 40 789         | 100 %  |        |
| Le taux de participation lors de l'élection était de 70,5 % et 728 bulletins ont été rejetés. |                               |                    |                |        |        |

|                                                                                               | Nom                        | Parti            | Nombre de voix | %      | Maj.  |
| --------------------------------------------------------------------------------------------- | -------------------------- | ---------------- | -------------- | ------ | ----- |
|                                                                                               | Pierre-Michel Auger        | Libéral          | 11 615         | 33,4 % | 1 046 |
|                                                                                               | Andrew D'Amours            | Coalition avenir | 10 569         | 30,4 % | -     |
|                                                                                               | Noëlla Champagne (sortant) | Parti québécois  | 10 481         | 30,2 % | -     |
|                                                                                               | Lucie Favreau              | Québec solidaire | 1 848          | 5,3 %  | -     |
|                                                                                               | Nicolas Lavigne-Lefebvre   | Option nationale | 222            | 0,6 %  | -     |
| Total                                                                                         | Total                      | Total            | 34 735         | 100 %  |       |
| Le taux de participation lors de l'élection était de 72,2 % et 642 bulletins ont été rejetés. |                            |                  |                |        |       |

|                                                                                               | Nom                        | Parti              | Nombre de voix | %      | Maj.  |
| --------------------------------------------------------------------------------------------- | -------------------------- | ------------------ | -------------- | ------ | ----- |
|                                                                                               | Noëlla Champagne (sortant) | Parti québécois    | 13 624         | 36,7 % | 1 404 |
|                                                                                               | Pierre Jackson             | Coalition avenir   | 12 220         | 32,9 % | -     |
|                                                                                               | Marc-Antoine Trudel        | Libéral            | 8 188          | 22,1 % | -     |
|                                                                                               | Yves Sansregret            | Québec solidaire   | 1 541          | 4,2 %  | -     |
|                                                                                               | Émilie Joly                | Option nationale   | 1 084          | 2,9 %  | -     |
|                                                                                               | Éric L'Abbée               | Indépendant        | 319            | 0,9 %  | -     |
|                                                                                               | Jessy Trottier             | Équipe autonomiste | 113            | 0,3 %  | -     |
| Total                                                                                         | Total                      | Total              | 37 089         | 100 %  |       |
| Le taux de participation lors de l'élection était de 77,1 % et 556 bulletins ont été rejetés. |                            |                    |                |        |       |

|                                                                                               | Nom                           | Parti               | Nombre de voix | %      | Maj.  |
| --------------------------------------------------------------------------------------------- | ----------------------------- | ------------------- | -------------- | ------ | ----- |
|                                                                                               | Noëlla Champagne              | Parti québécois     | 12 317         | 41 %   | 2 024 |
|                                                                                               | Pierre-Michel Auger (sortant) | Libéral             | 10 293         | 34,2 % | -     |
|                                                                                               | Luc Arvisais                  | Action démocratique | 6 582          | 21,9 % | -     |
|                                                                                               | Myriam Fauteux                | Québec solidaire    | 654            | 2,2 %  | -     |
|                                                                                               | Jean-Pierre Grenier           | Indépendant         | 211            | 0,7 %  | -     |
| Total                                                                                         | Total                         | Total               | 30 057         | 100 %  |       |
| Le taux de participation lors de l'élection était de 64,4 % et 526 bulletins ont été rejetés. |                               |                     |                |        |       |

|                                                                                               | Nom                         | Parti               | Nombre de voix | %      | Maj.  |
| --------------------------------------------------------------------------------------------- | --------------------------- | ------------------- | -------------- | ------ | ----- |
|                                                                                               | Pierre-Michel Auger         | Action démocratique | 15 872         | 44,8 % | 5 001 |
|                                                                                               | Noëlla Champagne (sortante) | Parti québécois     | 10 871         | 30,7 % | -     |
|                                                                                               | Christian Fortin            | Libéral             | 7 635          | 21,6 % | -     |
|                                                                                               | Alex Noël                   | Québec solidaire    | 1 039          | 2,9 %  | -     |
| Total                                                                                         | Total                       | Total               | 35 417         | 100 %  |       |
| Le taux de participation lors de l'élection était de 76,5 % et 360 bulletins ont été rejetés. |                             |                     |                |        |       |

|                                                                                               | Nom                   | Parti                 | Nombre de voix | %      | Maj. |
| --------------------------------------------------------------------------------------------- | --------------------- | --------------------- | -------------- | ------ | ---- |
|                                                                                               | Noëlla Champagne      | Parti québécois       | 10 073         | 38,4 % | 642  |
|                                                                                               | Pierre A. Brouillette | Libéral               | 9 431          | 35,9 % | -    |
|                                                                                               | Rock Laviolette       | Action démocratique   | 6 459          | 24,6 % | -    |
|                                                                                               | Richard Lahaie        | Vert                  | 126            | 0,5 %  | -    |
|                                                                                               | Lucie Favreau         | UFP                   | 103            | 0,4 %  | -    |
|                                                                                               | Gilles Noël           | Démocratie chrétienne | 73             | 0,3 %  | -    |
| Total                                                                                         | Total                 | Total                 | 26 265         | 100 %  |      |
| Le taux de participation lors de l'élection était de 57,7 % et 202 bulletins ont été rejetés. |                       |                       |                |        |      |

## Référendums
|  | Référendum                     | % du OUI | % du NON | Taux de participation |
|  | Référendum de 1980             | 43,96 %  | 56,04 %  | 86,64 %               |
|  | Accord de Charlottetown (1992) | 39,02 %  | 60,98 %  | 88,42 %               |
|  | Référendum de 1995             | 60,58 %  | 39,42 %  | 93,66 %               |